# Historisches Zentrum von Buxoro
Historisches Zentrum von Buxoro (bzw. Buchara) ist eine von der UNESCO gelistete Stätte des Weltkulturerbes in dem zentralasiatischen Staat Usbekistan. Die Welterbestätte umfasst den historischen Stadtkern (Schahrestan) der Stadt Buxoro (Buchara).

## Hintergrund
Buxoro ist eine über 2000 Jahre alte Stadt, die an der Seidenstraße liegt. Zur Zeit der Sassaniden war Buxoro einer der prosperierenden sogdischen Stadtstaaten, die den Handel auf der Seidenstraße kontrollierten. Nach der arabischen Eroberung und Islamisierung Zentralasiens wurde Buxoro als Hauptstadt des Reichs der Samaniden ein blühendes Zentrum von Handel und Handwerk und ein geistiger Pol des Islams. Nach dem Ende der Samanidenherrschaft verlor Buxoro zwar unter der Oberhoheit der Karachaniden an politischer Bedeutung, stand aber weiter in kultureller Blüte. Im Jahr 1220 wurde die Stadt von Dschingis Khans Truppen erobert und größtenteils zerstört, zu einer weiteren mongolischen Eroberung der wiederaufgebauten Stadt kam es 1370 durch Timur. Unter den Schaibaniden wurde Buxoro 1533 Hauptstadt des Usbeken-Khanats, das seither auch als „Khanat von Buchara“ bezeichnet wurde. 1785 ging das Khanat in das Emirat Buchara über, das 1868 unter russische Oberherrschaft geriet, aber bis zur Besetzung durch die Rote Armee während des russischen Bürgerkrieges 1920 formal weiterbestand.
Buxoro ist eines der besten Beispiele einer mittelalterlichen islamischen Stadt in Zentralasien, deren städtische Struktur weitgehend intakt geblieben ist. Mit Ausnahme einiger weniger Überreste aus der Zeit vor den Mongoleneinfällen unter Dschingis Khan und unter Timur zeugt die Altstadt vor allem von der Städteplanung und Architektur der Scheibaniden-Zeit seit dem frühen 16. Jahrhundert.

## Eintragung
1991 vertagte das Welterbekomitee eine Entscheidung über die Aufnahme des historischen Zentrums von Buxoro in die Liste des UNESCO-Welterbes. 1993 wurde die Eintragung in der 17. Sitzung des Welterbekomitees in Aussicht gestellt. Es war die zweite Weltkulturerbestätte in Usbekistan und die erste nach der Unabhängigkeit des Landes von der Sowjetunion. Die bis dahin einzige Welterbestätte Usbekistans, Ichan Qalʼа, war noch zu Zeiten der Sowjetunion in das UNESCO-Welterbe aufgenommen worden.
Da die Stätte auf der Tentativliste stand, die noch von der Sowjetunion eingereicht worden war, wurde die Republik Usbekistan aufgefordert, eine eigene Tentativliste einzureichen. Im Oktober 1994 reichte Usbekistan diese ein, woraufhin das Welterbekomitee die Eintragung des historischen Zentrums von Buxoro in die Liste des UNESCO-Welterbes bestätigte.
In der Begründung für die Eintragung heißt es nach einer Aufzählung bedeutender Bauwerke zusammenfassend:

„Allerdings liegt die wahre Bedeutung von Buxoro nicht in den einzelnen Gebäuden, sondern im Gesamtbild der Stadt, das ein hohes und konsequentes Niveau der Stadtplanung und Architektur aufzeigt, die mit der Scheibaniden-Dynastie begann.“

Die Eintragung erfolgte aufgrund der Kriterien (ii), (iv) und (vi).

„(ii): Das Beispiel von Buxoro hinsichtlich seiner städtebaulichen Anlage und Bauwerke hatte einen tiefgreifenden Einfluss auf die Entwicklung und Planung von Städten in einem großen Bereich Zentralasiens.
(iv): Buxoro ist das vollständigste und unberührteste Beispiel einer mittelalterlichen zentralasiatischen Stadt, die ihr Stadtgefüge bis heute bewahrt hat.
(vi): Zwischen dem 9. und 16. Jahrhundert war Buxoro das größte Zentrum der islamischen Theologie, insbesondere des Sufismus, im Nahen Osten mit über zweihundert Moscheen und mehr als hundert Madrasas.“

Zum Zeitpunkt der Eintragung umfasste die Kulturerbestätte ein Gebiet von 200 Hektar. Es war von einer Pufferzone mit einer Fläche von 275 Hektar umgeben. 2016 wurde der Schutzbereich vergrößert, er hat nun eine Fläche von 216 ha, die Pufferzone von 339 ha. Neben kleineren Änderungen der Grenzziehung, bei denen auch einzelne Häuserblocks aus dem Schutzbereich herausgenommen wurden, wurde der Schutzbereich vor allem im Westen um das Gebiet des Samaniden-Erholungsparks mit dem Samaniden-Mausoleum, dem Chashmai-Ayyub-Mausoleum und einem Teich erweitert.

## Bauwerke
Auch wenn für Eintragung als Weltkulturerbe nicht einzelne Gebäude maßgeblich waren, sondern das Gesamtbild der Stadt, werden in der Zusammenfassung des Beschlusses zur Eintragung die folgenden Einzelbauwerke und Bauwerksensembles in chronologischer Reihenfolge besonders hervorgehoben.
Die ältesten erhaltenen Bauwerke des historischen Zentrums von Buxoro stammen aus der Zeit der Samaniden im 9./10. Jahrhundert. Dazu zählen das original erhaltene Samaniden-Mausoleum und die im Lauf der Jahrhunderte mehrfach umgebaute Magʻoki-Attori-Moschee.
Unter den Karachaniden im 12. Jahrhundert entstand das Kalon-Minarett, und die Magʻoki-Attori-Moschee wurde umgebaut und erhielt eine neue Südfassade. Das Chashmai-Ayyub-Mausoleum, das oftmals ebenfalls den Karachaniden zugeschrieben wird, geht aber wahrscheinlich auf die Timuriden des 14. Jahrhunderts zurück. Das bedeutendste Bauwerk aus der Timuridenzeit ist die Ulugʻbek-Madrasa vom Anfang des 15. Jahrhunderts.

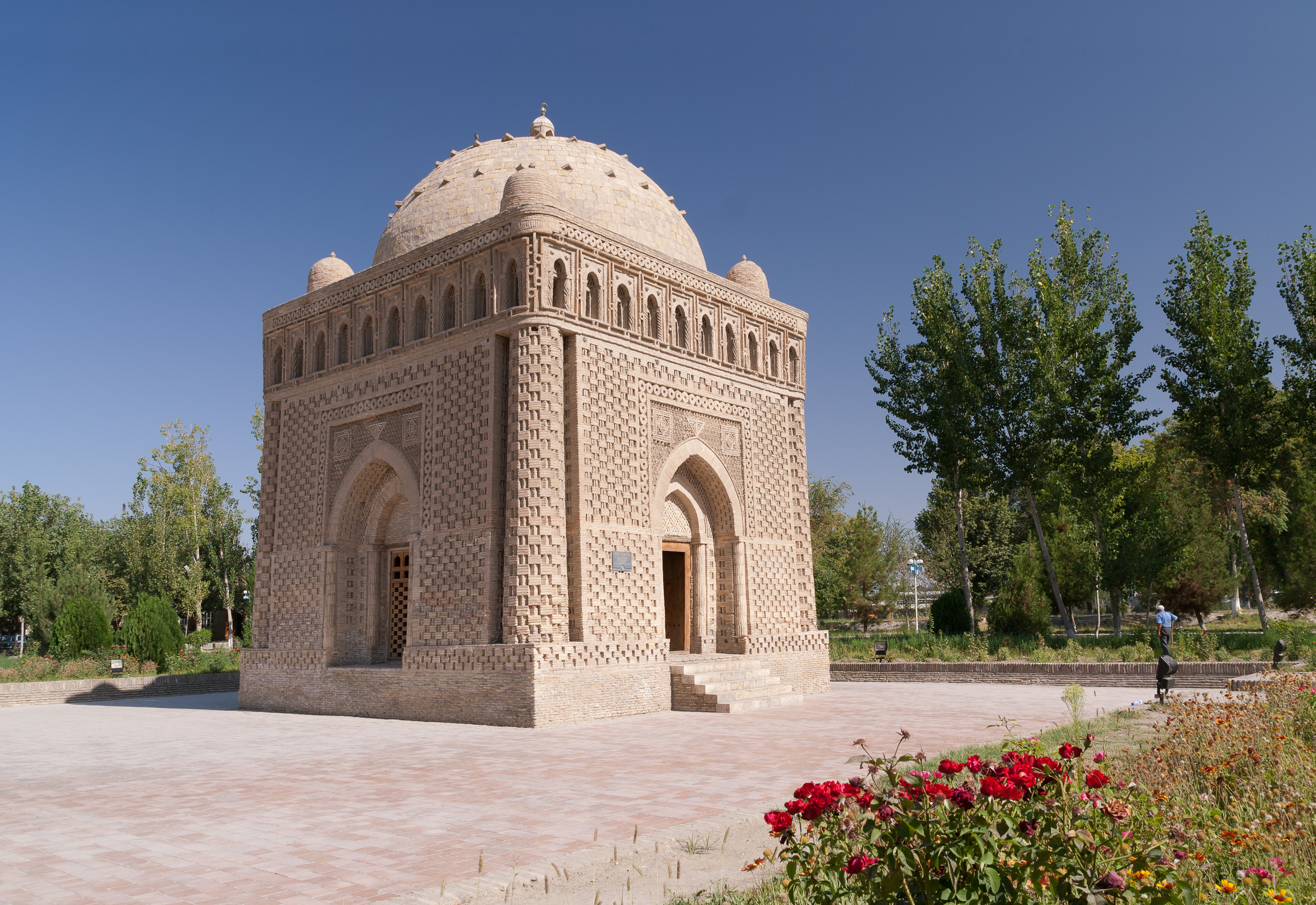
Samaniden-Mausoleum
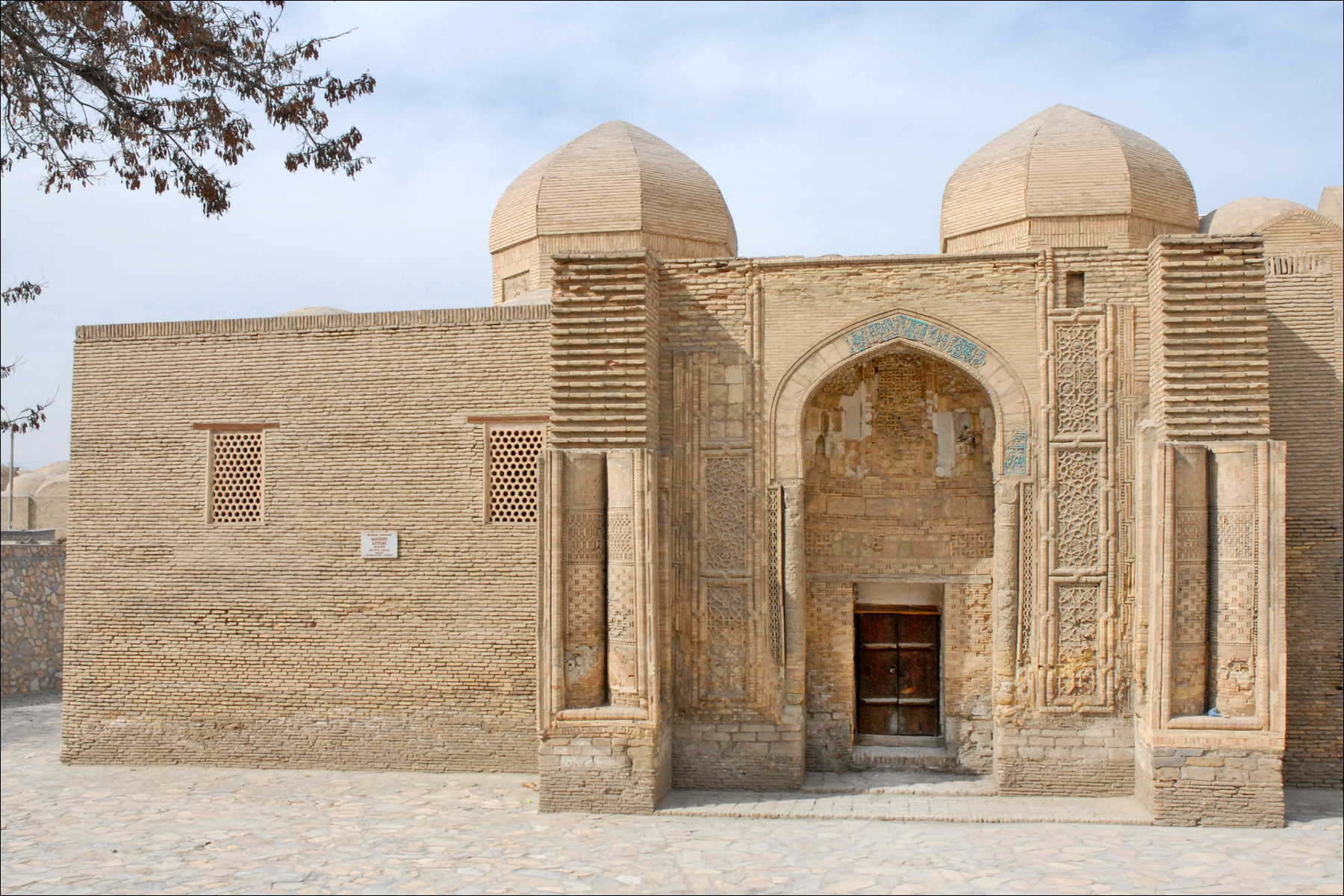
Magoki-Attori-Moschee
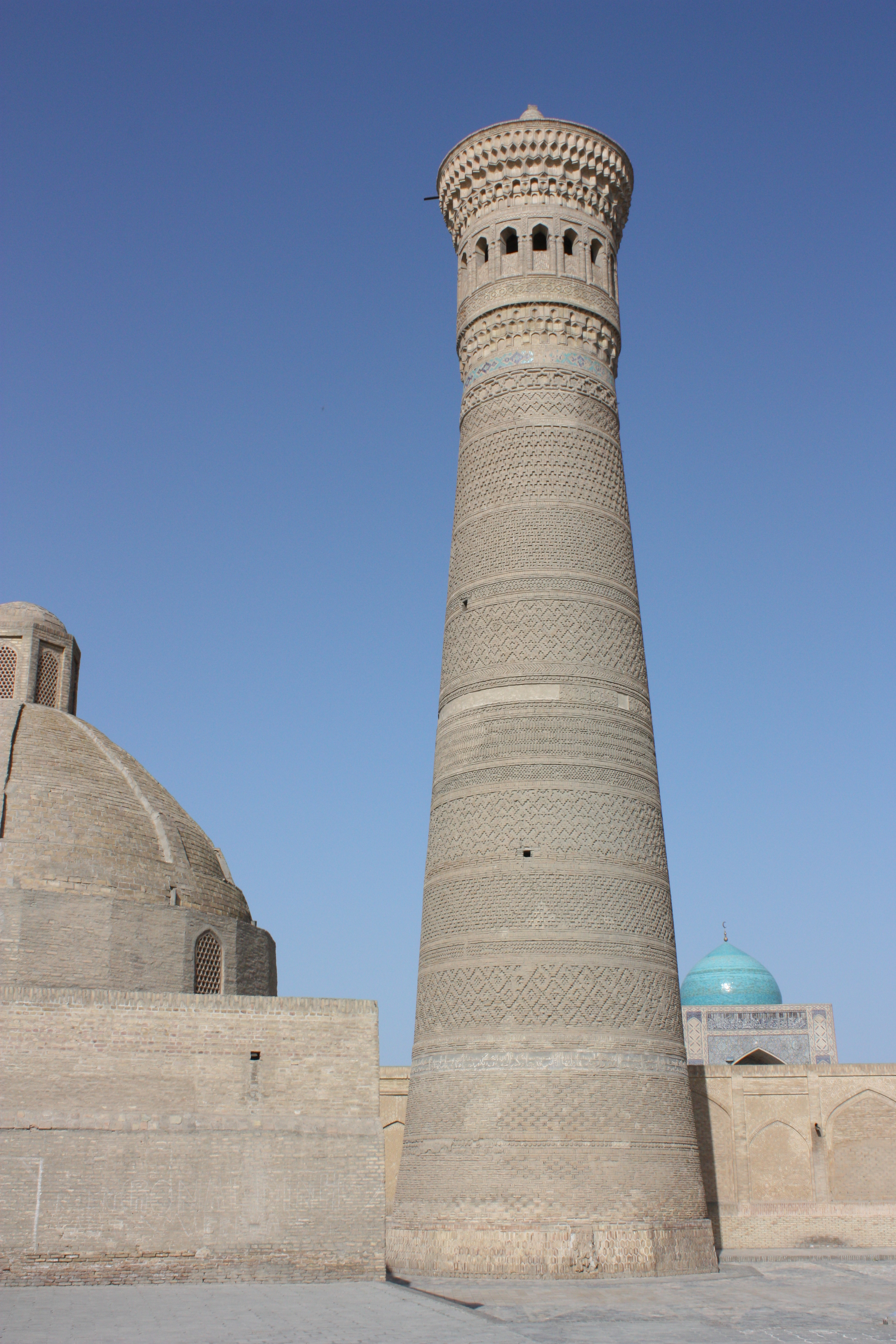
Kalon-Minarett
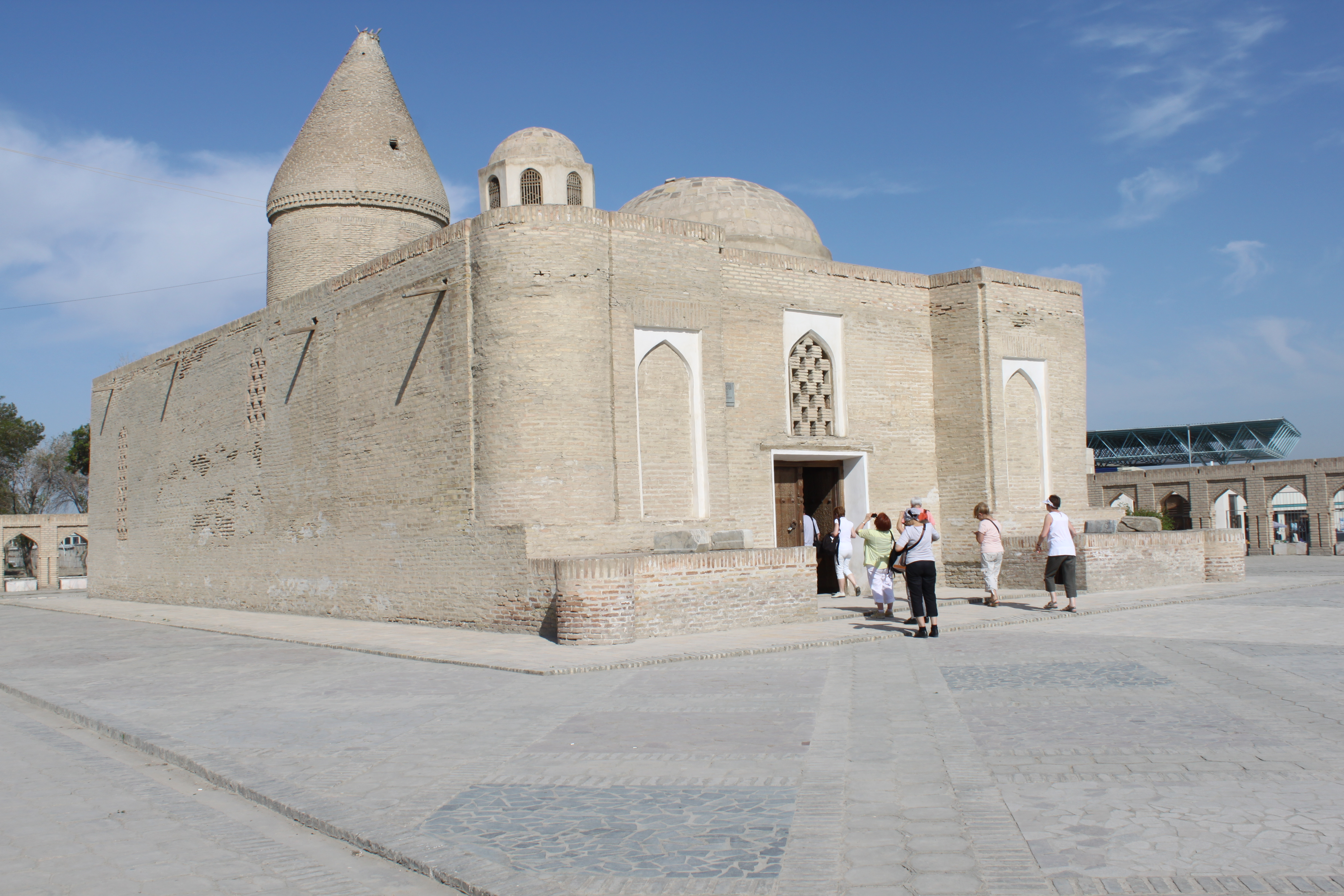
Chashmai-Ayyub-Mausoleum
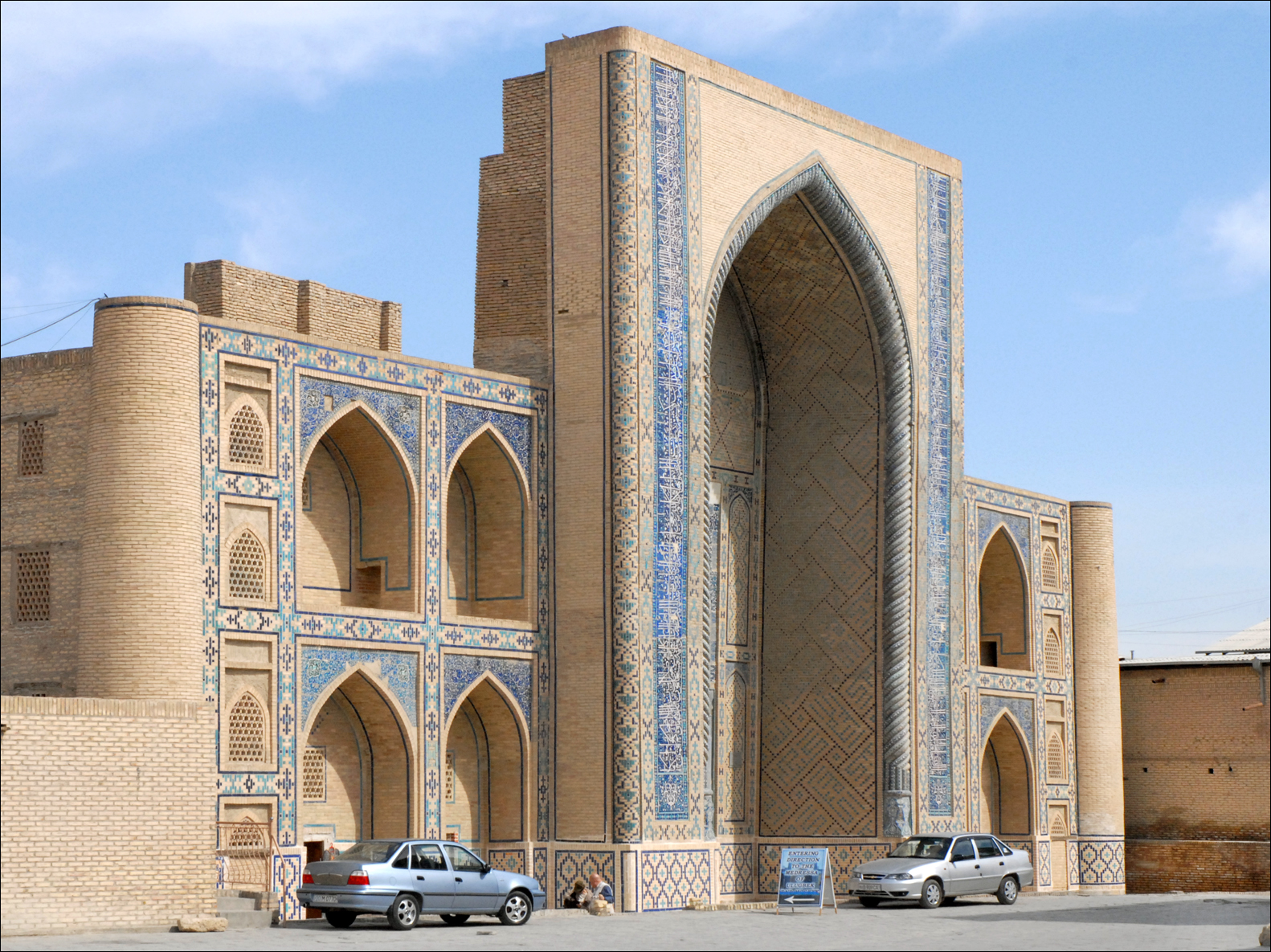
Ulugbek-Madrasa

Unter den Scheibaniden im 16. Jahrhundert wurde um das Kalon-Minarett herum das Poi-Kalon-Ensemble errichtet, in dem sich die Kalon-Moschee (1514) und die Mir-Arab-Madrasa (1536/37) im Kosch-Prinzip gegenüberliegen. Die aus der Modari-Khan-Madrasa (1567) und der Abdullah-Khan-Madrasa (1590) bestehende Qoʻsh-Madrasa trägt dieses Anordnungsprinzip sogar im Namen. 1565 entstand mit der Koʻkaldosh-Madrasa der älteste Bauteil des späteren Labi-Hovuz-Ensembles.

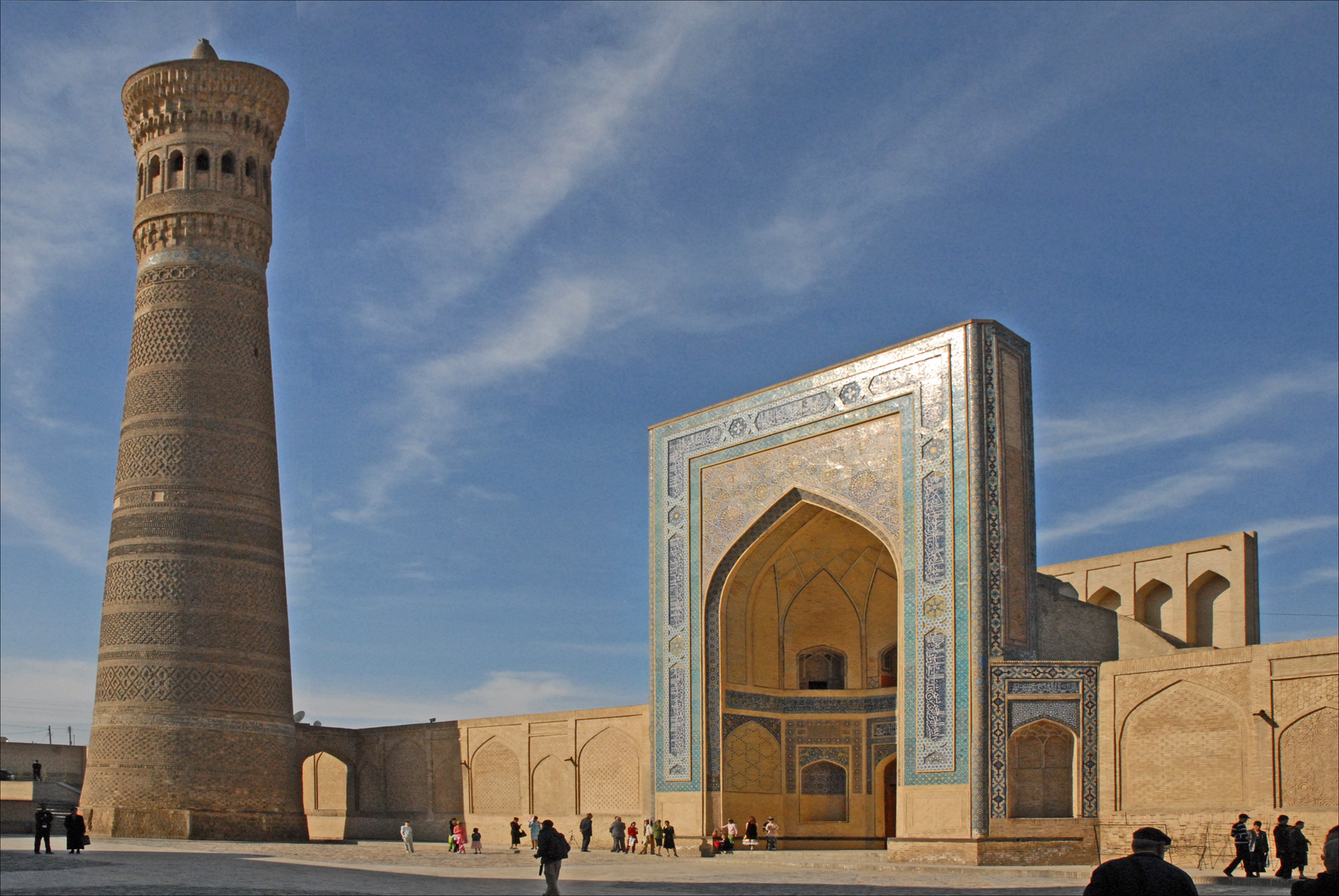
Kalon-Moschee
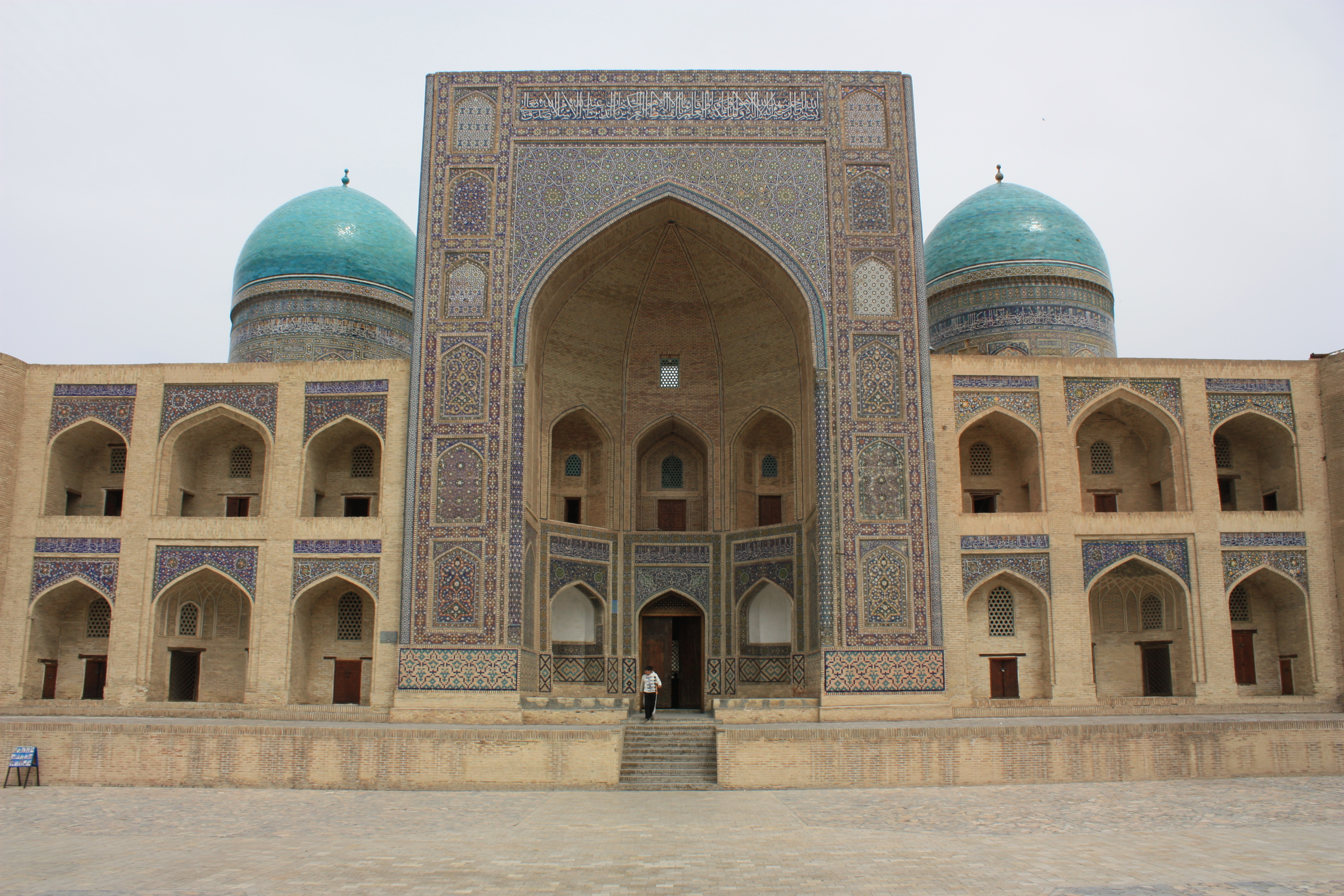
Mir-Arab-Madrasa
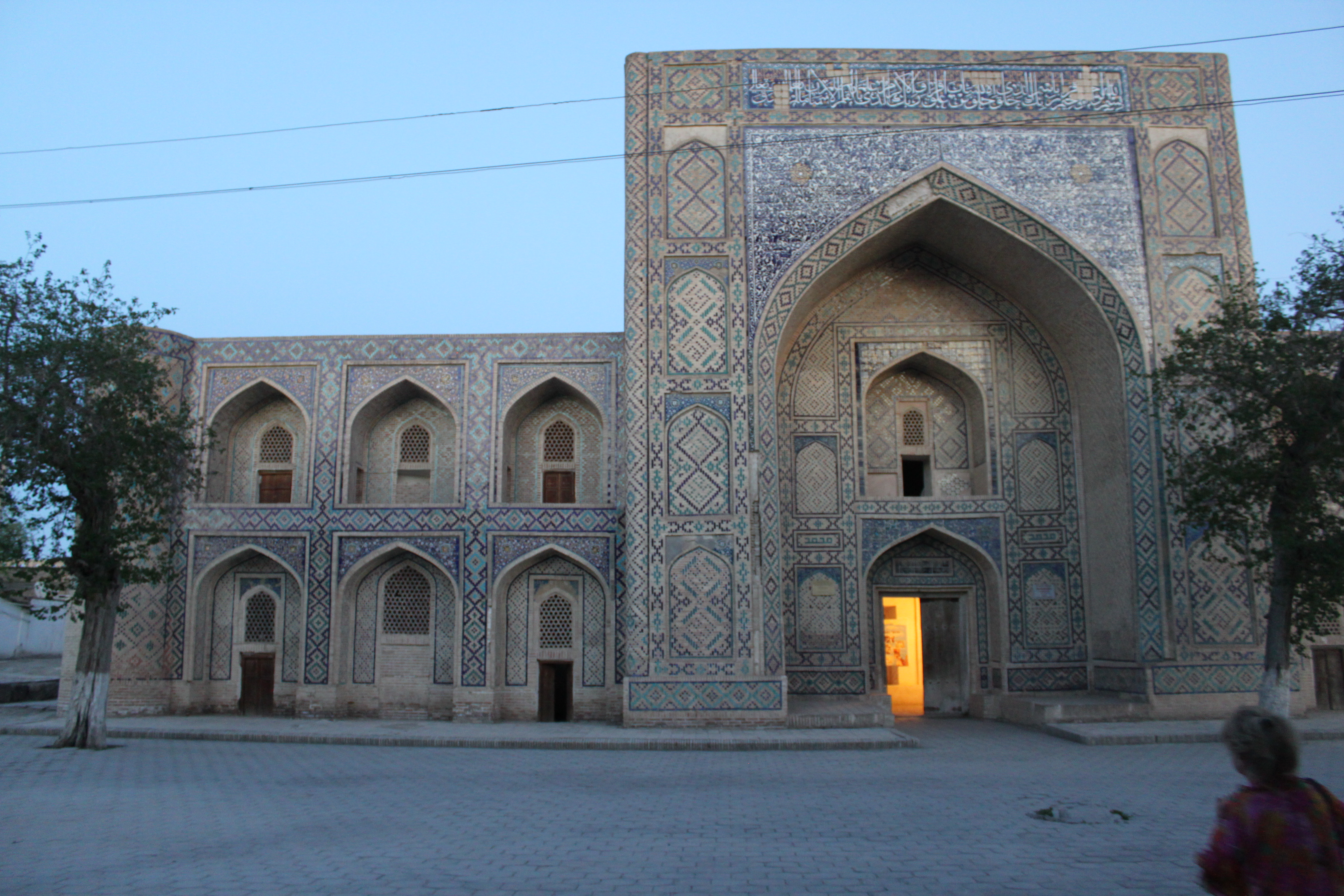
Modari-Khan-Madrasa
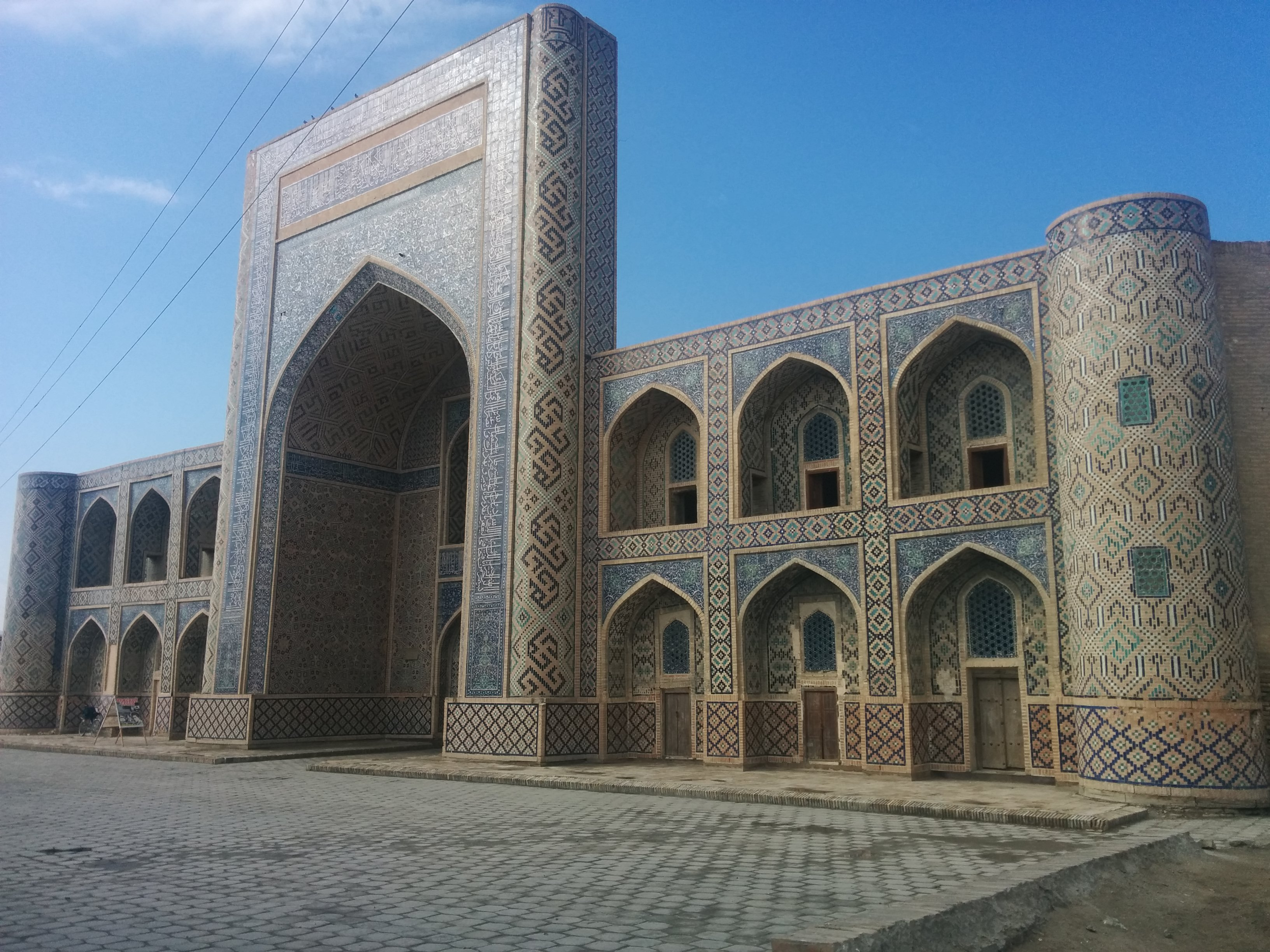
Abdullah-Khan-Madrasa
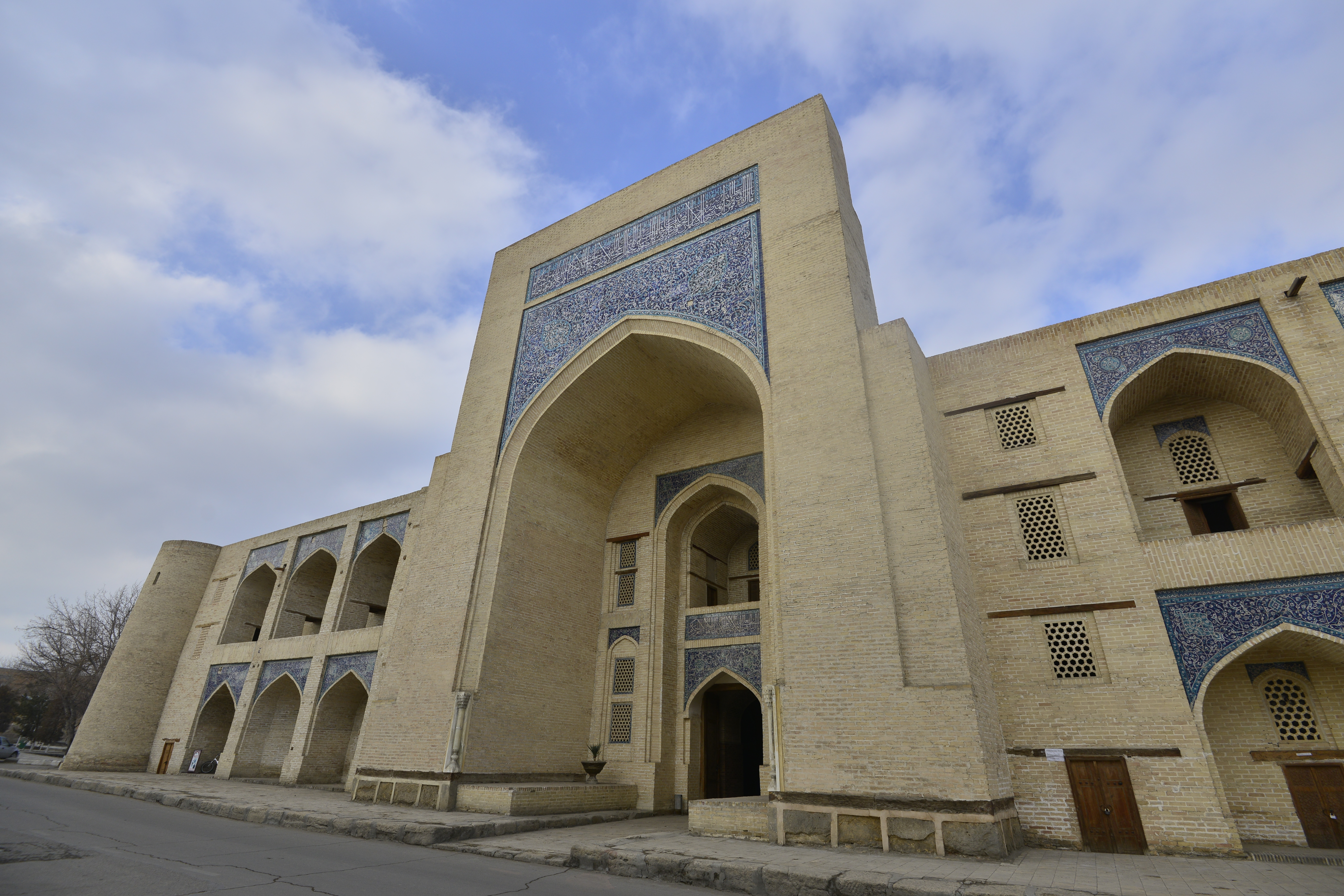
Kokaldosh-Madrasa

Überwiegend aus der Scheibanidenzeit stammen auch die überkuppelten Basargebäude Buxoros, darunter die Kuppelbasare Toqi Zargaron, Toqi Sarrofon und Toqi Telpak Furushon sowie die Ladenpassagen Tim Bazzazan und Tim Abdullah Khan. Ende des 16. Jahrhunderts wurde das Ensemble Hodscha Gaukuschan mit Madrasa, Moschee und Minarett errichtet.

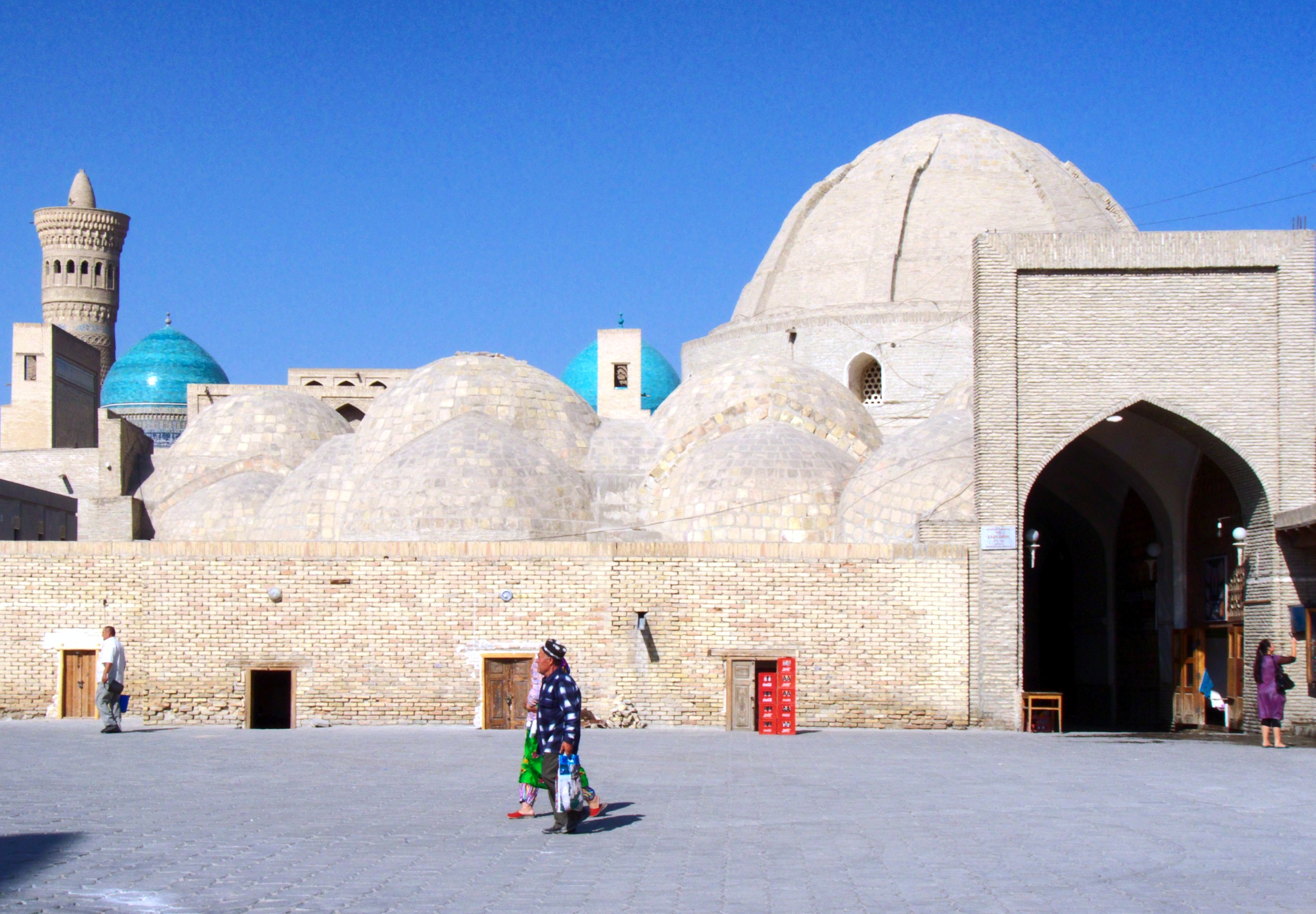
Toqi Zargaron
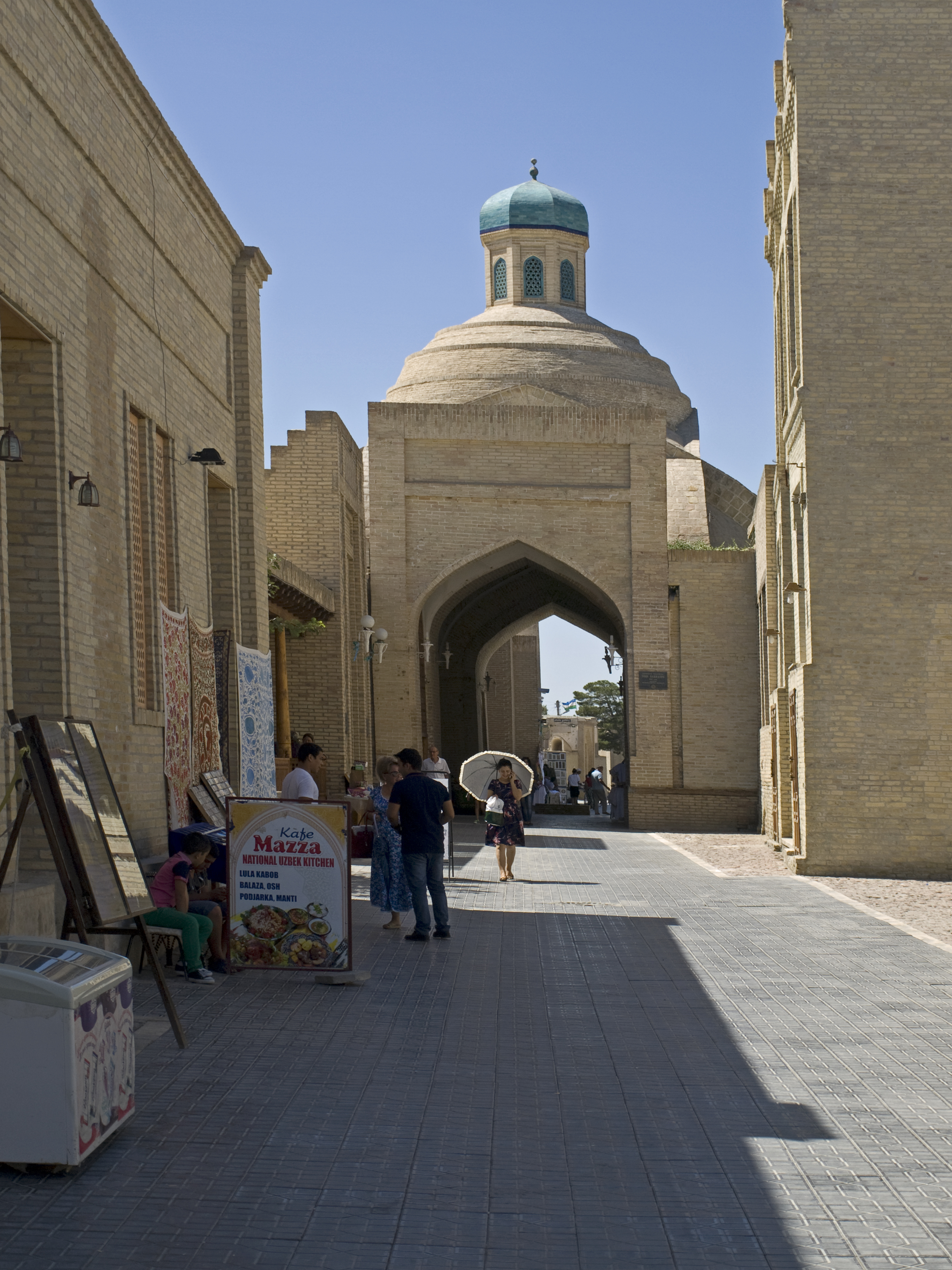
Toqi Sarrofon
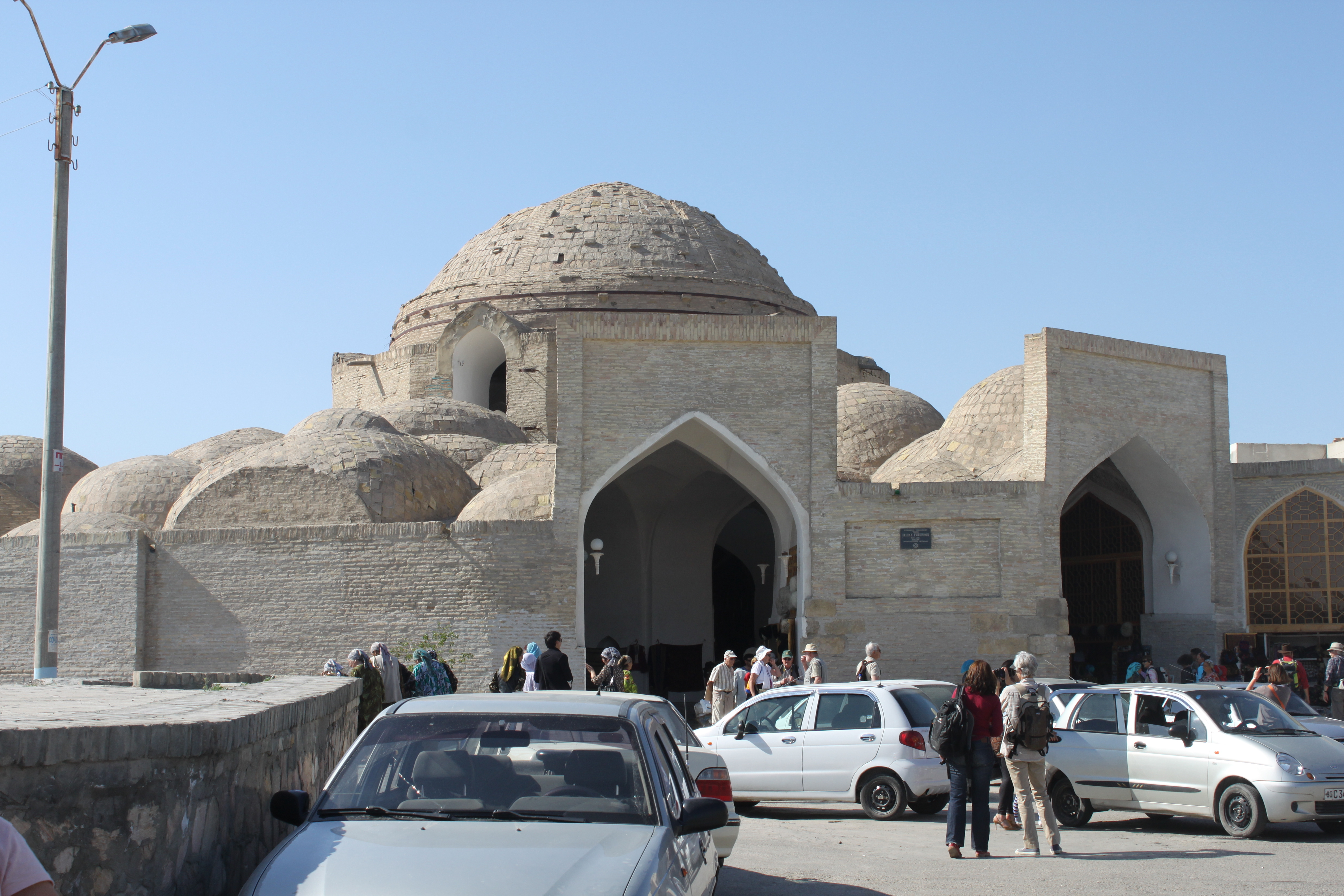
Toqi Telpak Furushon
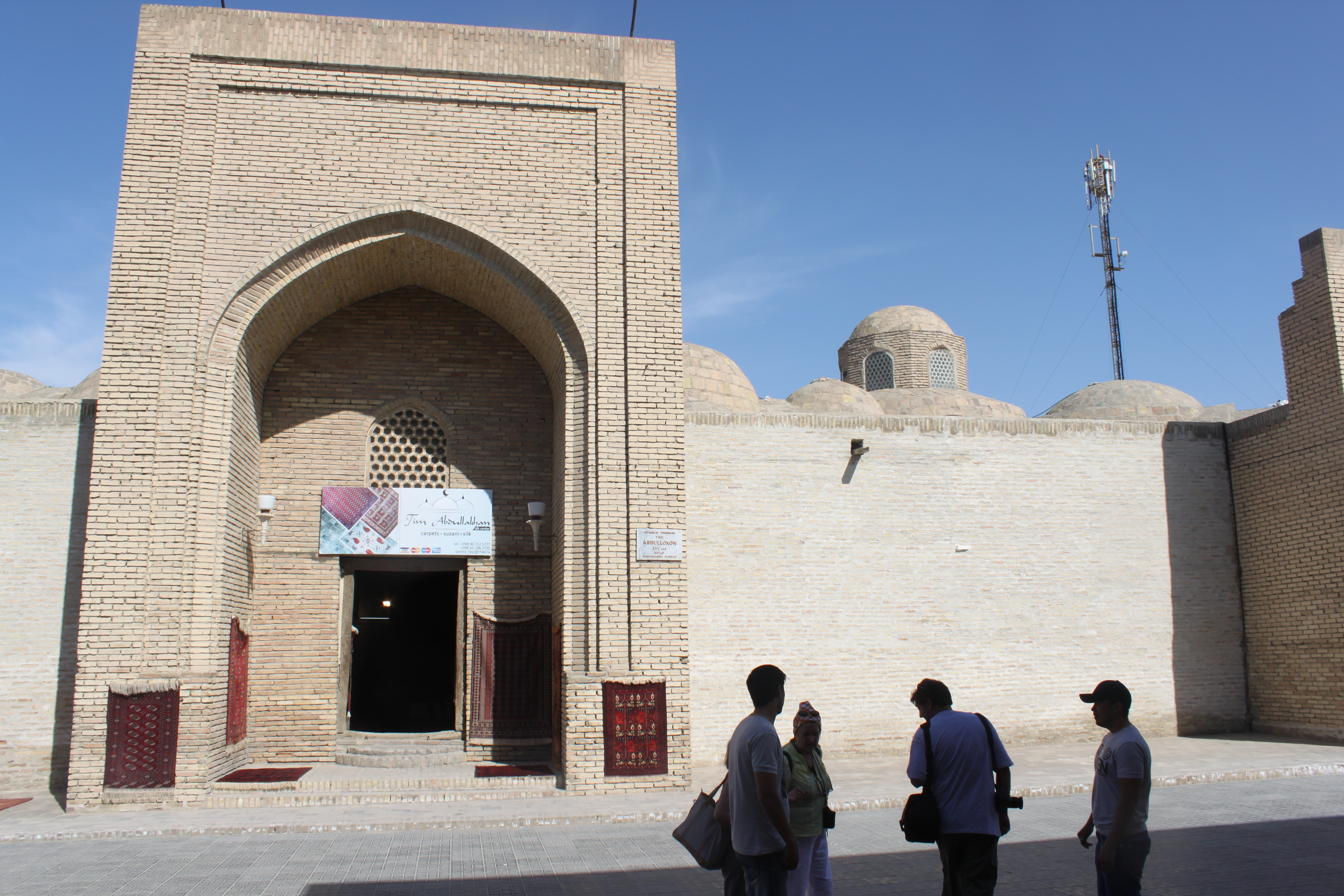
Tim Abdullah Khan
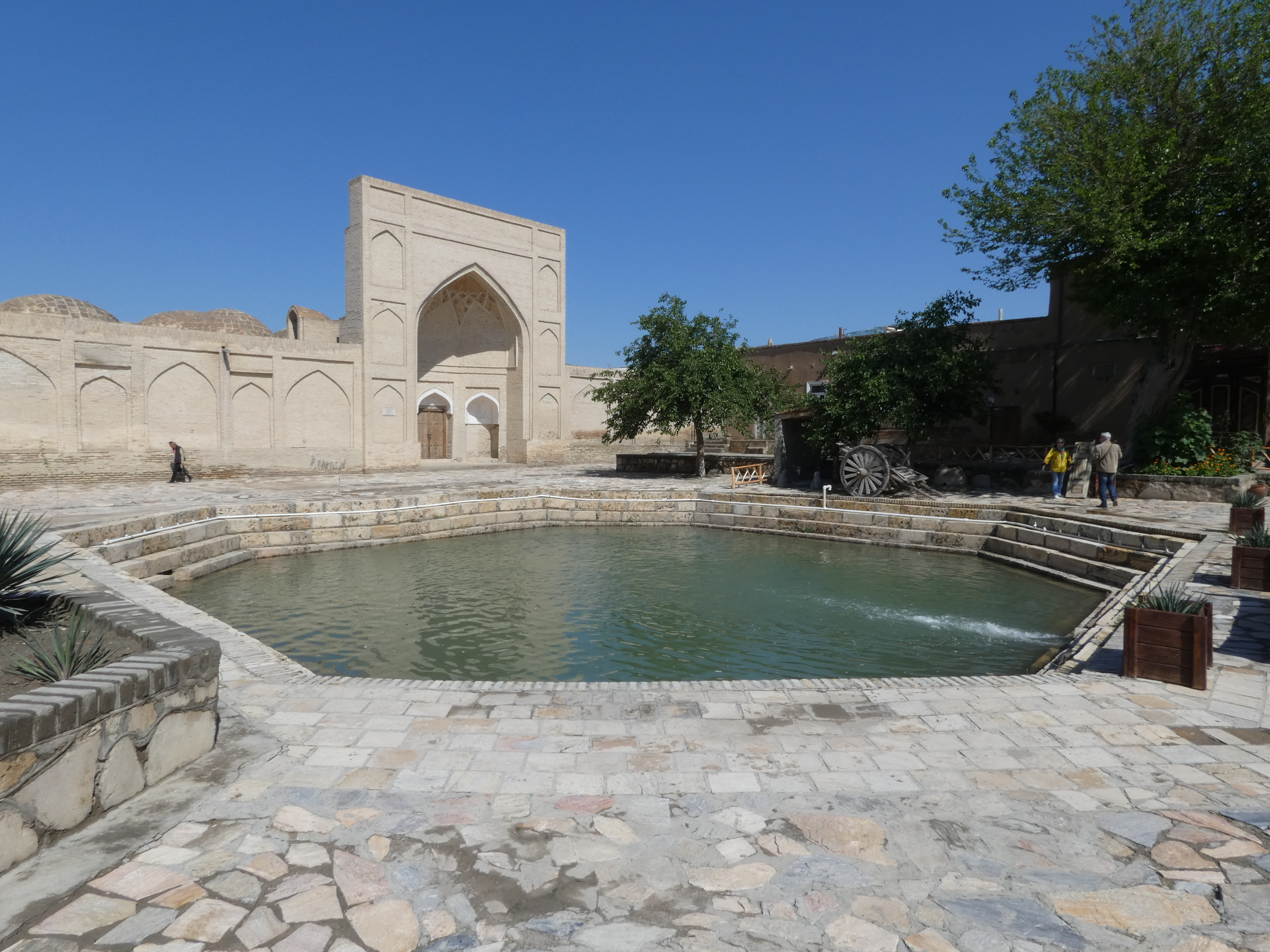
Hodscha-Gaukoschan-Moschee

Unter den im 17. und 18. Jahrhundert herrschenden Dschaniden wurde das Labi-Hovuz-Ensemble mit seinen um ein Wasserbecken gruppierten Bauwerken angelegt. Die Nodir-Devonbegi-Chanaqa (1620) und die Nodir-Devonbegi-Madrasa (1623) wurden neu errichtet und die bereits bestehende Koʻkaldosh-Madrasa in das Ensemble einbezogen. 1637 wurde die Magʻoki-Kurpa-Moschee errichtet, 1652 wurde die Abdulaziz-Khan-Madrasa der Ulugbek-Madrasa im Kosch-Prinzip gegenübergestellt. Aus dem 18. Jahrhundert stammen die meisten der noch erhaltenen Bauten der Zitadelle Ark, darunter die Moschee von 1712 und der Herrscherpalast mit Thronsaal, sowie die ebenfalls 1712 gegenüber der Zitadelle errichtete Bolo-Hovuz-Moschee.

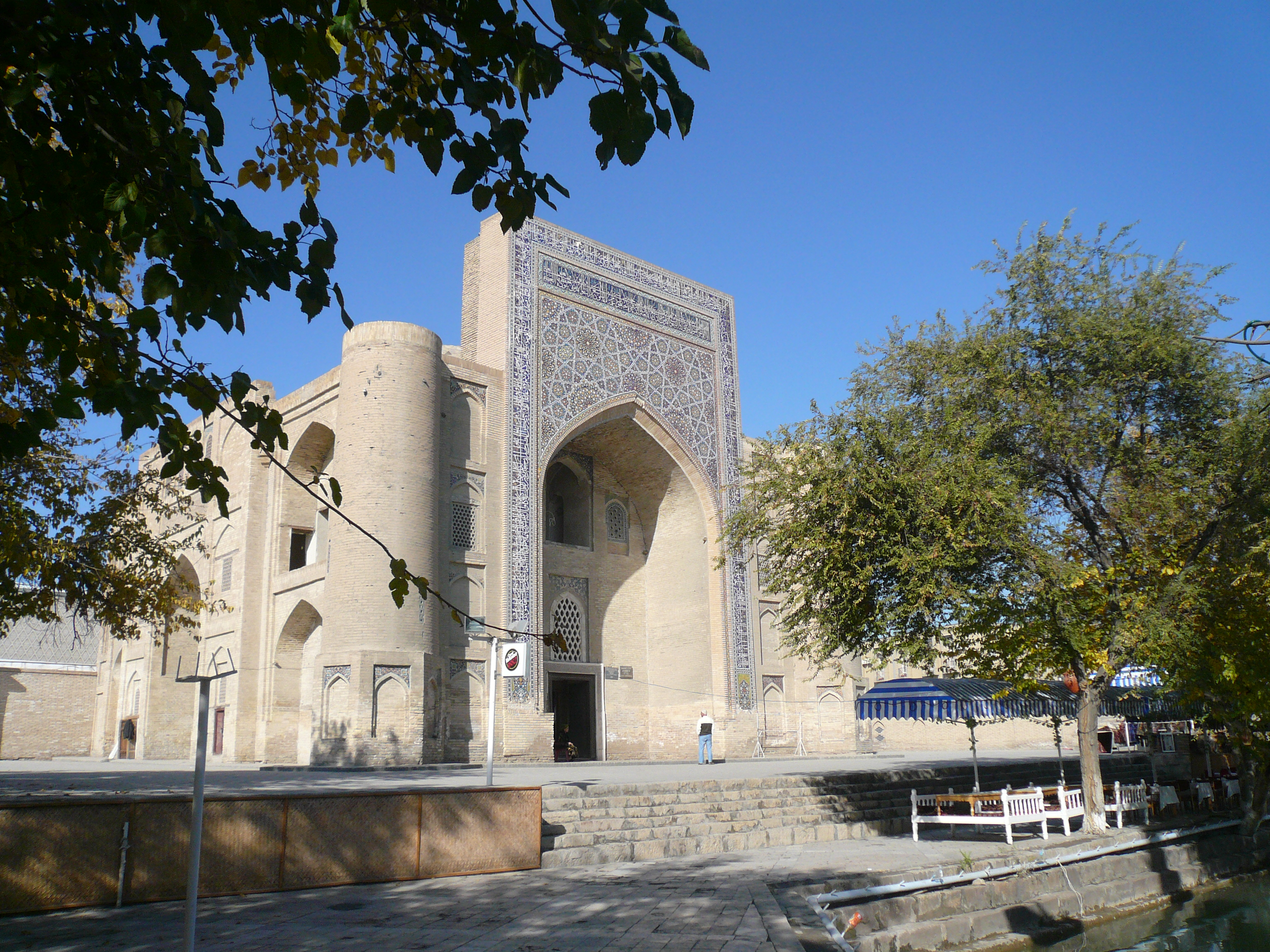
Nodir-Devonbegi-Chanaqa
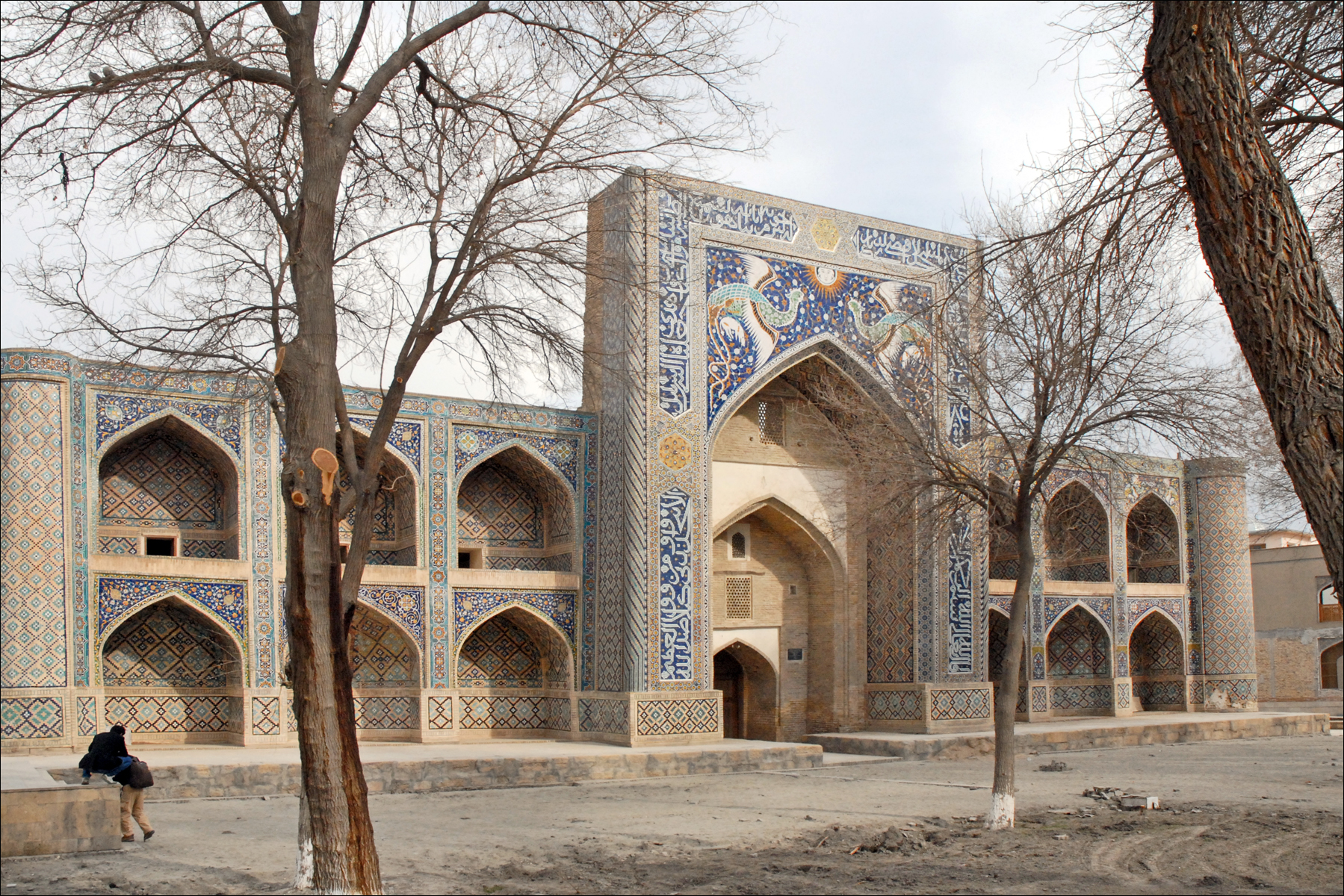
Nodir-Devonbegi-Madrasa
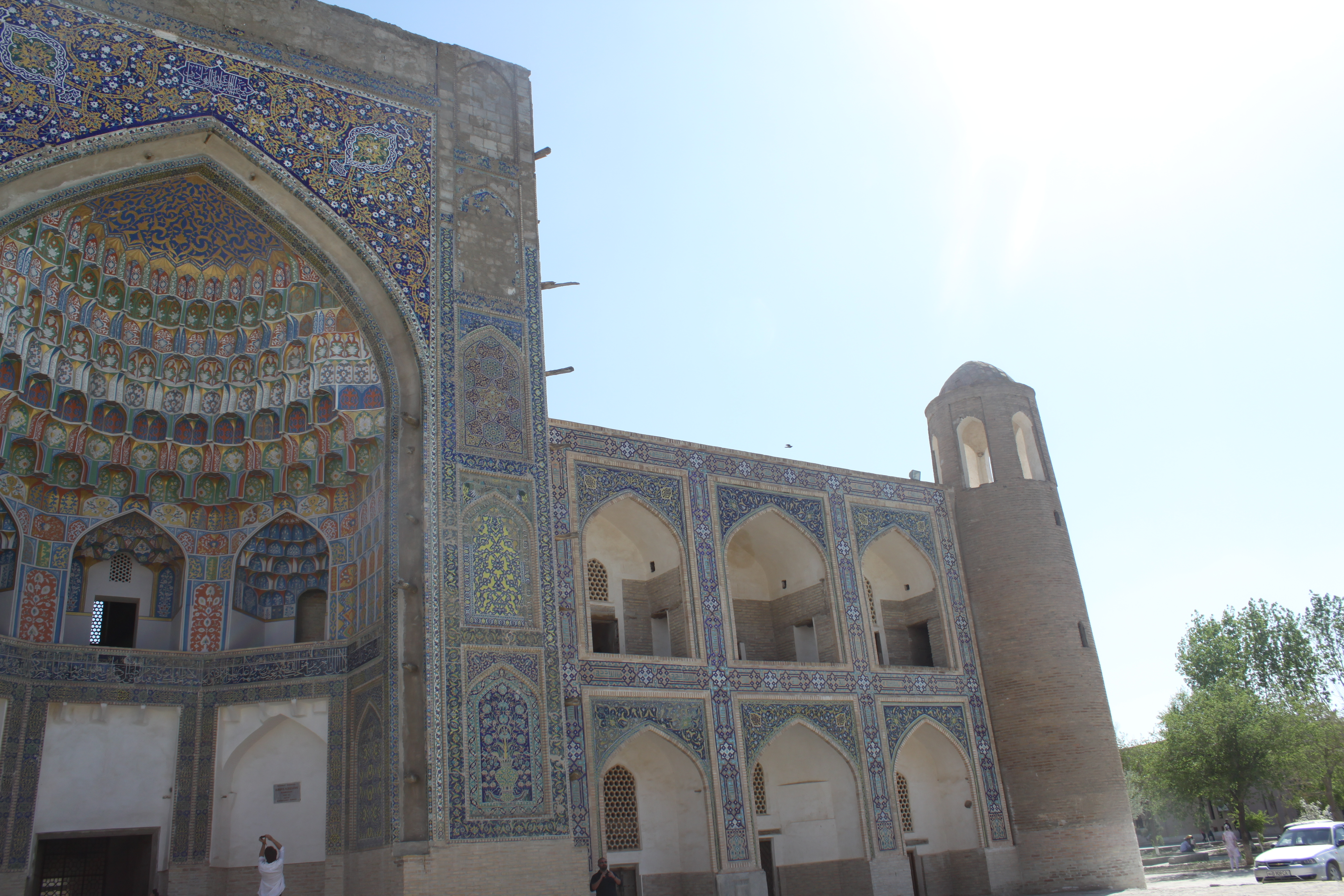
Abdullaziz-Khan-Madrasa
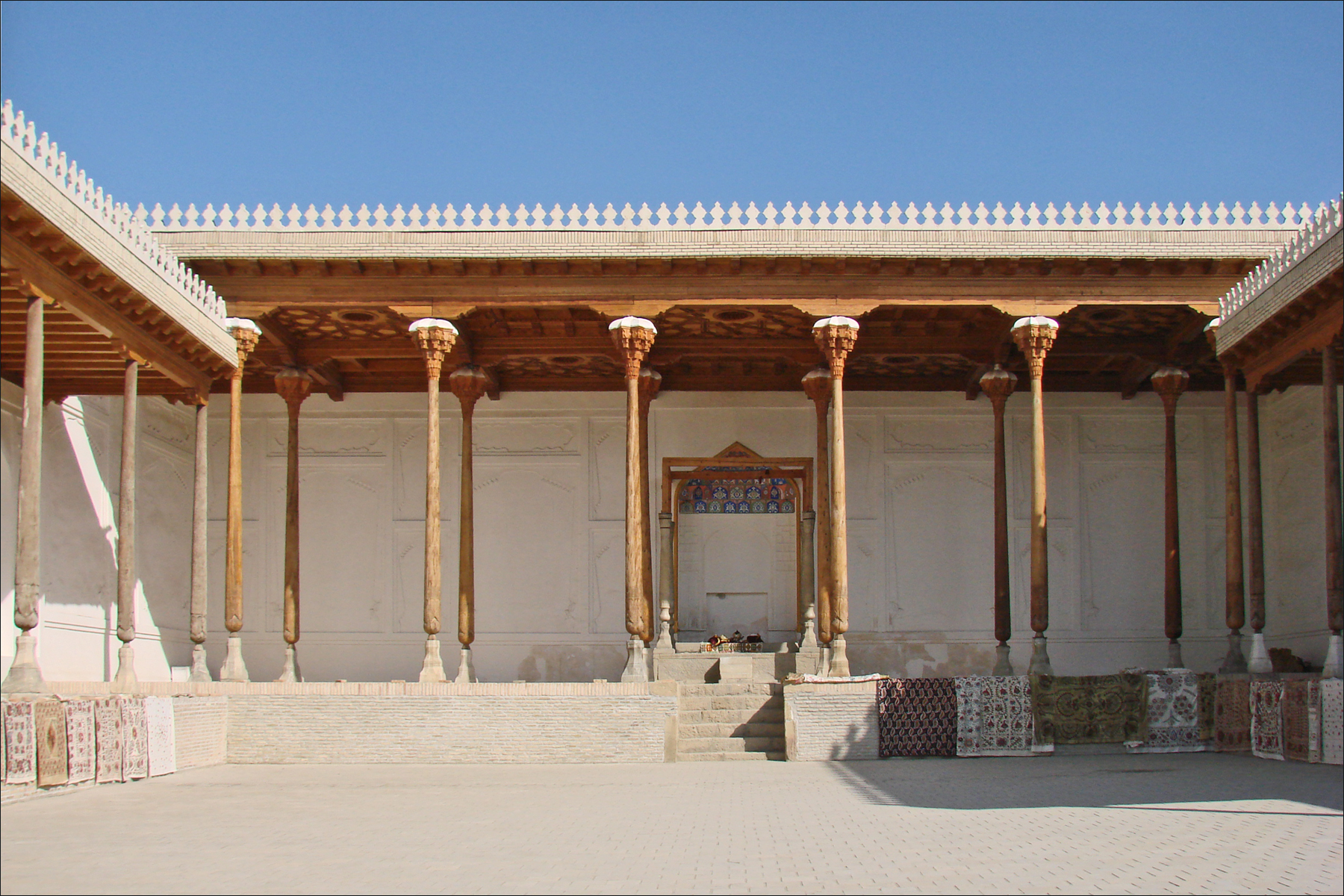
Thronsaal auf der Zitadelle
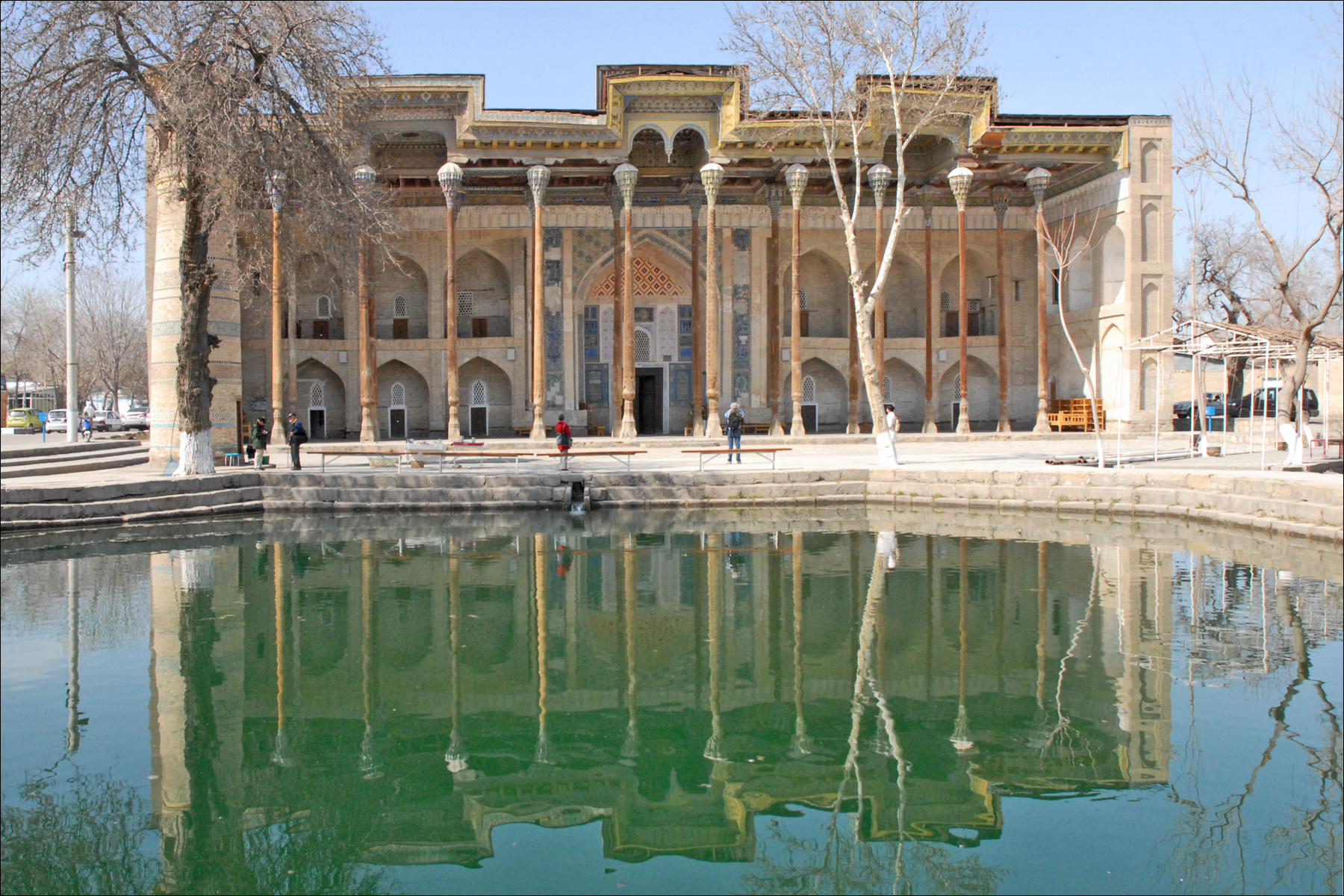
Bolo-Hovuz-Moschee